# Моссинзон, Игаль
Игаль Моссинзон (25 декабря 1917 — 1 мая 1994) — израильский писатель, драматург и изобретатель. Автор очень популярной серии романов для детей Хасамба. Среди его многочисленных наград — «Скрипка Давида» за «Касаблан» — пьесу 1954 года, на которой была основана ставшая хитом одноименная музыкальная комедия.

## Биография
Родился в самом конце османского правления в Палестине в мошаве Эйн Ганим. Вырос в Тель-Авиве. В 1938—1950 жил в кибуце Наан. В 1943 присоединился к Пальмаху. Был арестован британцами и содержался в тюрьме в Латруне.
В 1957 основал театр «Садан», который вскоре обанкротился и закрылся. В 1959 перебрался в США, где зарабатывал на жизнь бизнесом. В 1965 писатель вернулся в Израиль. В последние годы жизни стал автором нескольких изобретений.

## Семья
Имел по двое детей от первого, второго и третьего брака.